# Eleições parlamentares europeias de 2014 (Alemanha)
As eleições parlamentares europeias de 2014 na Alemanha, realizadas a 25 de Maio, serviram para eleger os 96 deputados do país para o Parlamento Europeu. 

## Resultados Oficiais
| Partido                 | Partido                       | Partido                       | Votos          | %               | +/-     | Deputados | +/-   |
| ----------------------- | ----------------------------- | ----------------------------- | -------------- | --------------- | ------- | --------- | ----- |
|                         |                               | União Democrata-Cristã        | 8 812 653      | 30,02 / 100,00  | 0,63    | 29 / 96   | 5     |
|                         | União Social-Cristã           | 1 567 448                     | 5,34 / 100,00  | 1,86            | 5 / 96  | 3         |       |
| A União                 | A União                       | 10 380 101                    | 35,36 / 100,00 | 2,49            | 34 / 96 | 8         |       |
|                         | Partido Social-Democrata      | Partido Social-Democrata      | 8 003 628      | 27,27 / 100,00  | 6,49    | 27 / 96   | 4     |
|                         | Aliança 90/Os Verdes          | Aliança 90/Os Verdes          | 3 139 274      | 10,70 / 100,00  | 1,43    | 11 / 96   | 3     |
|                         | A Esquerda                    | A Esquerda                    | 2 168 455      | 7,39 / 100,00   | 0,09    | 7 / 96    | 1     |
|                         | Alternativa para a Alemanha   | Alternativa para a Alemanha   | 2 070 014      | 7,04 / 100,00   | Novo    | 7 / 96    | Novo  |
|                         | Partido Democrático Liberal   | Partido Democrático Liberal   | 986 841        | 3,36 / 100,00   | 7,61    | 3 / 96    | 9     |
|                         | Eleitores Livres              | Eleitores Livres              | 428 800        | 1,46 / 100,00   | 0,22    | 1 / 96    | 1     |
|                         | Partido Pirata                | Partido Pirata                | 425 044        | 1,45 / 100,00   | 0,60    | 1 / 96    | 1     |
|                         | Partido dos Direitos Animais  | Partido dos Direitos Animais  | 366 598        | 1,25 / 100,00   | 0,15    | 1 / 96    | 1     |
|                         | Partido Nacional Democrático  | Partido Nacional Democrático  | 301 139        | 1,03 / 100,00   | -       | 1 / 96    | -     |
|                         | Partido da Família            | Partido da Família            | 202 803        | 0,69 / 100,00   | 0,31    | 1 / 96    | 1     |
|                         | Partido Democrático Ecológico | Partido Democrático Ecológico | 185 244        | 0,64 / 100,00   | 0,14    | 1 / 96    | 1     |
|                         | O Partido                     | O Partido                     | 184 709        | 0,63 / 100,00   | Novo    | 1 / 96    | Novo  |
|                         | Outros                        | Outros                        | 516 063        | 1,76 / 100,00   |         | 0 / 96    |       |
| Votos inválidos         | Votos inválidos               | Votos inválidos               | 496 216        | 1,66 / 100,00   | 0,53    |           |       |
| Total                   | Total                         | Total                         | 29 836 916     | 100,00 / 100,00 |         | 96 / 96   | 3     |
| Eleitorado/Participação | Eleitorado/Participação       | Eleitorado/Participação       | 62 004 092     | 48,12 / 100,00  | 4,85    |           |       |
| Fonte                   | Fonte                         | Fonte                         | [ 2 ]          | [ 2 ]           | [ 2 ]   | [ 2 ]     | [ 2 ] |

## Resultados por Estados federais
Na tabela seguinte, apenas estão representados os partidos que obtiveram, pelo menos, 1% dos votos:
| Estados federais           | %    | %    | %    | %    | %    | %    | %   | %   | %   | %    | %   | Votantes   |
| Estados federais           | CDU  | SPD  | GRÜ  | DL   | AFD  | CSU  | FDP | FW  | PIR | TIER | NPD | Votantes   |
| -------------------------- | ---- | ---- | ---- | ---- | ---- | ---- | --- | --- | --- | ---- | --- | ---------- |
| Baden-Württemberg          | 39,3 | 23,0 | 13,2 | 3,6  | 7,9  | -    | 4,1 | 2,3 | 1,2 | 1,0  | 0,6 | 4 015 264  |
| Baixa Saxônia              | 39,4 | 32,5 | 10,9 | 4,0  | 5,4  | -    | 2,5 | 0,4 | 1,2 | 1,1  | 0,6 | 3 006 852  |
| Baviera                    | -    | 20,1 | 12,1 | 2,9  | 8,1  | 40,5 | 3,1 | 4,3 | 1,2 | 1,0  | 0,6 | 3 886 041  |
| Berlim                     | 20,0 | 24,0 | 19,1 | 16,2 | 7,9  | -    | 2,8 | 0,3 | 3,2 | 1,6  | 1,0 | 1 177 832  |
| Brandemburgo               | 25,0 | 26,9 | 6,1  | 19,7 | 8,5  | -    | 2,1 | 0,8 | 1,7 | 1,8  | 2,6 | 961 109    |
| Bremen                     | 22,4 | 34,4 | 17,6 | 9,6  | 5,8  | -    | 3,3 | 0,3 | 2,0 | 1,5  | 0,6 | 195 029    |
| Hamburgo                   | 24,6 | 33,8 | 17,2 | 8,6  | 6,0  | -    | 3,7 | 0,3 | 2,2 | 1,0  | 0,4 | 558 277    |
| Hesse                      | 30,6 | 30,3 | 12,9 | 5,6  | 9,1  | -    | 4,1 | 0,9 | 1,5 | 1,2  | 0,8 | 1 867 868  |
| Meckl.-Pomerânia Ocidental | 34,6 | 21,2 | 5,1  | 19,6 | 7,0  | -    | 1,9 | 0,7 | 1,2 | 1,2  | 3,0 | 629 039    |
| Renânia do Norte-Vestfália | 35,6 | 33,7 | 10,1 | 4,7  | 5,4  | -    | 4,0 | 0,4 | 1,4 | 1,2  | 0,6 | 6 941 739  |
| Renânia-Palatinado         | 38,4 | 30,7 | 8,1  | 3,7  | 6,7  | -    | 3,7 | 2,0 | 1,2 | 1,7  | 0,7 | 1 763 166  |
| Sarre                      | 34,9 | 34,4 | 6,0  | 6,6  | 6,8  | -    | 2,2 | 0,8 | 1,7 | 1,7  | 1,3 | 429 269    |
| Saxônia                    | 34,5 | 15,6 | 6,0  | 18,3 | 10,1 | -    | 2,6 | 1,6 | 1,6 | 1,5  | 3,6 | 1 669 244  |
| Saxônia-Anhalt             | 30,7 | 21,7 | 4,8  | 21,8 | 4,8  | -    | 2,6 | 1,4 | 1,3 | 1,8  | 2,1 | 824 614    |
| Schleswig-Holstein         | 34,4 | 31,9 | 12,4 | 4,5  | 6,8  | -    | 3,8 | 0,5 | 1,5 | 1,3  | 0,5 | 978 082    |
| Turíngia                   | 31,8 | 18,4 | 5,0  | 22,5 | 7,4  | -    | 2,1 | 1,8 | 1,4 | 1,4  | 3,4 | 940 373    |
| Alemanha                   | 30,0 | 27,3 | 10,7 | 7,4  | 7,1  | 5,3  | 3,4 | 1,5 | 1,4 | 1,2  | 1,0 | 29 843 798 |